# Rudolf Camerer (Ingenieur)
Gottfried Leonhard Rudolf Camerer (* 25. August 1869 in Karlsruhe; † 19. April 1921 in München) war ein deutscher Maschinenbauingenieur und Hochschullehrer.
Rudolf Camerer promoviert 1895 an der Ludwig-Maximilians-Universität München und wurde am 1. November 1902 als außerordentlicher Professor der Maschinenbaukunde für das Lehrfach „Theorie und Konstruktion der Wasserkraftmaschinen“ an die Königlich Bayerische Technische Hochschule in München berufen und am 16. April 1906 zum ordentlichen Professor ernannt. Unter seiner Leitung wurde im Sommer 1912 das Hydraulische Institut gegründet, nachdem der Neubau des Laboratoriums an der Hochschulstraße von Friedrich von Thiersch vollendet war. Die Gestaltung und Ausstattung des neuen Labors unter der Mitwirkung des Assistenten und späteren Betriebsleiters O. Poebing im Zeitraum 1911 bis 1916 ermöglichte die Untersuchung vielfältiger hydraulischer Probleme, insbesondere bei Wasserturbinen und Kreiselpumpen. Das Laboratorium war bei seiner Inbetriebnahme die größte derartige Anstalt in Europa.
Camerer führte bereits im Jahre 1902 die heute noch gebräuchliche spezifische Drehzahl als Kennzahl für Turbomaschinen ein; 1914 erschien sein Standardwerk „Vorlesungen über Wasserkraftmaschinen“. Bemerkenswert waren unter anderem seine Untersuchungen an einer von MAN entwickelten Axialpumpe.
Rudolf Camerer verstarb am 19. April 1921 im Alter von 51 Jahren.
Das Hydraulische Institut wurde 2011 in Dieter Thoma Labor umbenannt und ist nun der Fakultät für Bauingenieur- und Vermessungswesen zugeordnet.